# Torneo americano maschile di pallacanestro di qualificazione alle Olimpiadi 1980
Il 1º Torneo americano di qualificazione alle Olimpiadi si è svolto dal 18 al 25 aprile 1980 a San Juan in Porto Rico. Il torneo è stato vinto dalla nazionale di casa.
La nazionale degli Stati Uniti, non presente in quanto già qualificata alle olimpiadi come detentrice della medaglia d'oro, a causa del boicottaggio non parteciperà a Mosca 1980.
Anche Porto Rico, Canada ed Argentina che ottennero la qualificazione piazzandosi ai primi tre posti del torneo rinunciarono, venendo sostituite da Brasile, Cuba e Polonia.

## Squadre partecipanti
- Argentina
- Brasile
- Canada
- Cuba
- Messico
- Porto Rico
- Uruguay

## Classifica finale
| Campione d'America | Campione d'America | Campione d'America |
| --- | ------------------ | --- |
| Porto Rico4 Torres, 5 Sewell, 6 Rivera, 7 Bermúdez, 8 Rodríguez, 9 Quiñones, 10 Cruz, 11 Santiago, 12 Morales, 13 Cora, 14 Dalmau, 15 Valderas, All. Flor Meléndez |                    | |
| Argento | Canada             | Canada4 Kelsey, 5 Riley, 6 Ryan, 7 Gurunlian, 8 Bishop, 9 Triano, 10 Rautins, 11 Mirkovich, 12 Zoet, 13 Raffin, 14 Quackenbush, 15 Dolcetti, All. Jack Donohue                         |
| Bronzo | Argentina          | Argentina4 Martín, 5 Aguirre, 6 Musso, 7 Raffaelli, 8 Romano, 9 Pagella, 10 Perazzo, 11 Cortijo, 12 Cadillac, 13 C. González, 14 Milovich, 15 L. González, All. Miguel Ángel Ripullone |
| 4. | Brasile            | Brasile4 Zé Geraldo, 5 Fausto, 6 Saiani, 7 Carioquinha, 8 Wagner, 9 Marquinhos, 10 Gilson, 11 Marcel, 12 Marcelo, 13 Luiz Gustavo, 14 Oscar, 15 Robertão, All. Cláudio Mortari         |
| 5. | Messico            | Messico4 Medina, 5 Guerrero, 6 Ruiz, 7 Palomar, 8 Ayala, 9 Campis, 10 Márquez, 11 Ron, 12 Villegas, 13 Alcalá, 14 García, 15 Ríos, All. Carlos Quintanar                               |
| 6. | Cuba               | Cuba4 Simón, 5 R. Herrera, 6 Ortiz, 7 Luaces, 8 Márquez, 9 Padrón, 10 Abreu, 11 Calderón, 12 T. Herrera, 13 Scott, 14 Urgellés, 15 Morales, All. Ernesto Díaz                          |
| 7. | Uruguay            | Uruguay4 Silvera, 5 Bianchi, 6 Barizo, 7 Núñez, 8 Garretano, 9 Guerra, 10 Ruiz, 11 Pagani, 12 Belén, 13 Haller, 14 Wenzel, 15 Frattini, All. Ramón Etchamendi                          |